# Горнолыжный спорт на Азиатских играх
Соревнования по горнолыжному спорту проводятся на зимних Азиатских играх начиная с 1986 года для мужчин и женщин.

## Виды соревнований
|                           | 1986 | 1990 | 1996 | 1999 | 2003 | 2007 | 2011 | 2017 | 2025 | Годы |
| ------------------------- | ---- | ---- | ---- | ---- | ---- | ---- | ---- | ---- | ---- | ---- |
|                           |      |      |      |      |      |      |      |      |      |      |
| Мужчины слалом            | X    | X    |      | X    | X    | X    |      | X    | X    | 7    |
| Мужчины гигантский слалом | X    | X    | X    | X    | X    | X    |      | X    |      | 7    |
| Мужчины супергигант       |      |      | X    | X    |      |      | X    |      |      | 3    |
| Мужчины скоростной спуск  |      |      |      |      |      |      | X    |      |      | 1    |
| Мужчины суперкомбинация   |      |      |      |      |      |      | X    |      |      | 1    |
|                           |      |      |      |      |      |      |      |      |      |      |
| Женщины слалом            | X    | X    |      | X    | X    | X    |      | X    | X    | 7    |
| Женщины гигантский слалом | X    | X    | X    | X    | X    | X    |      | X    |      | 7    |
| Женщины супергигант       |      |      | X    | X    |      |      | X    |      |      | 3    |
| Женщины скоростной спуск  |      |      |      |      |      |      | X    |      |      | 1    |
| Женщины суперкомбинация   |      |      |      |      |      |      | X    |      |      | 1    |
|                           |      |      |      |      |      |      |      |      |      |      |
| Всего                     | 4    | 4    | 4    | 6    | 4    | 4    | 6    | 4    | 2    |      |

## Призёры соревнований

### Мужчины

#### Слалом
| Год  | Золото                            | Серебро                          | Бронза                            |
| ---- | --------------------------------- | -------------------------------- | --------------------------------- |
| 1986 | Япония · Naomine Iwaya            | Республика Корея · Park Jae-hyuk | КНДР · Ri Jong-su                 |
| 1990 | Япония · Keiji Oshigiri           | Япония · Hideto Ito              | Республика Корея · Hur Seung-wook |
| 1999 | Республика Корея · Hur Seung-wook | Япония · Joji Kawaguchi          | Республика Корея · Choi Moon-sung |
| 2003 | Япония · Kiminobu Kimura          | Ливан · Niki Fürstauer           | Япония · Tetsuya Otaki            |
| 2007 | Япония · Yasuhiro Ikuta           | Республика Корея · Kang Min-heuk | Япония · Masashi Hanada           |
| 2017 | Республика Корея · Юн Дун Хьюн    | Республика Корея · Ким Хён-Таэ   | Япония · Хидэюки Нарита           |

#### Гигантский слалом
| Год  | Золото                   | Серебро                           | Бронза                            |
| ---- | ------------------------ | --------------------------------- | --------------------------------- |
| 1986 | Япония · Tetsuya Okabe   | Япония · Chiaki Ishioka           | Республика Корея · Park Jae-hyuk  |
| 1990 | Япония · Kiminobu Kimura | Япония · Toshinobu Awano          | Япония · Takuji Kamibayashi       |
| 1996 | Япония · Kenta Uraki     | Республика Корея · Hur Seung-wook | Республика Корея · Byun Jong-moon |
| 1999 | Япония · Joji Kawaguchi  | Республика Корея · Hur Seung-wook | Республика Корея · Lee Ki-hyun    |
| 2003 | Ливан · Niki Fürstauer   | Япония · Tetsuya Otaki            | Япония · Masami Kudo              |
| 2007 | Япония · Yasuhiro Ikuta  | Республика Корея · Kang Min-heuk  | Республика Корея · Kim Woo-sung   |
| 2017 | Япония · Йохей Кояма     | Республика Корея · Ким Хён-Таэ    | Япония · Хидэюки Нарита           |

#### Супергигант
| Год  | Золото                            | Серебро                    | Бронза                            |
| ---- | --------------------------------- | -------------------------- | --------------------------------- |
| 1996 | Республика Корея · Byun Jong-moon | Япония · Kenta Uraki       | Япония · Azumi Tajima             |
| 1999 | Республика Корея · Hur Seung-wook | Япония · Joji Kawaguchi    | Республика Корея · Choi Moon-sung |
| 2011 | Казахстан · Игорь Закурдаев       | Казахстан · Дмитрий Кошкин | Иран · Мохаммад Киадарбандсари    |

#### Скоростной спуск
| Год  | Золото                     | Серебро                     | Бронза                         |
| ---- | -------------------------- | --------------------------- | ------------------------------ |
| 2011 | Казахстан · Дмитрий Кошкин | Казахстан · Игорь Закурдаев | Республика Корея · Юн Дун Хьюн |

#### Суперкомбинация
| Год  | Золото                         | Серебро                     | Бронза                        |
| ---- | ------------------------------ | --------------------------- | ----------------------------- |
| 2011 | Республика Корея · Юн Дун Хьюн | Казахстан · Игорь Закурдаев | Республика Корея · Ким Ву Сун |

### Женщины

#### Слалом
| Год  | Золото                | Серебро                    | Бронза                         |
| ---- | --------------------- | -------------------------- | ------------------------------ |
| 1986 | Япония · Sachie Sato  | Япония · Waka Okazaki      | Китай · Jin Xuefei             |
| 1990 | Япония · Waka Okazaki | Япония · Sachiko Yamamoto  | Япония · Makiko Ito            |
| 1999 | Япония · Rina Seki    | Казахстан · Ольга Ведяшева | Республика Корея · Yoo Hye-min |
| 2003 | Япония · Chika Takeda | Япония · Hiromi Yumoto     | Республика Корея · Oh Jae-eun  |
| 2007 | Япония · Chika Kato   | Япония · Moe Hanaoka       | Республика Корея · Oh Jae-eun  |
| 2017 | Япония · Эми Хасегава | Япония · Аса Андо          | Республика Корея · Кан Ён-Со   |

#### Гигантский слалом
| Год  | Золото                     | Серебро                        | Бронза                         |
| ---- | -------------------------- | ------------------------------ | ------------------------------ |
| 1986 | Япония · Harumi Jin        | Япония · Sachie Sato           | Китай · Jin Xuefei             |
| 1990 | Япония · Sachiko Yamamoto  | Япония · Waka Okazaki          | Япония · Sachie Yoshida        |
| 1996 | Казахстан · Ольга Ведяшева | Япония · Fumiyo Uemura         | Япония · Tomomi Sato           |
| 1999 | Казахстан · Ольга Ведяшева | Республика Корея · Yoo Hye-min | Казахстан · Yuliya Krygina     |
| 2003 | Япония · Reina Umehara     | Япония · Hiromi Yumoto         | Япония · Noriko Fukushima      |
| 2007 | Япония · Emiko Kiyosawa    | Республика Корея · Oh Jae-eun  | Республика Корея · Kim Sun-joo |
| 2017 | Япония · Эми Хасегава      | Япония · Аса Андо              | Республика Корея · Кан Ён-Со   |

#### Супергигант
| Год  | Золото                         | Серебро                           | Бронза                        |
| ---- | ------------------------------ | --------------------------------- | ----------------------------- |
| 1996 | Япония · Fumiyo Uemura         | Казахстан · Ольга Ведяшева        | Япония · Junko Yamakawa       |
| 1999 | Республика Корея · Yoo Hye-min | Республика Корея · Yang Woo-young | Казахстан · Ольга Ведяшева    |
| 2011 | Республика Корея · Ким Сун Ё   | Казахстан · Людмила Федотова      | Республика Корея · Юнг Хай Ме |

#### Скоростной спуск
| Год  | Золото                       | Серебро                      | Бронза                       |
| ---- | ---------------------------- | ---------------------------- | ---------------------------- |
| 2011 | Республика Корея · Ким Сун Ё | Казахстан · Людмила Федотова | Казахстан · Ксения Строилова |

#### Суперкомбинация
| Год  | Золото                       | Серебро                        | Бронза                       |
| ---- | ---------------------------- | ------------------------------ | ---------------------------- |
| 2011 | Казахстан · Людмила Федотова | Республика Корея · Джонг Со Ра | Казахстан · Ксения Строилова |

## Медальный зачёт
суммарно медали для страны во всех видах соревнований
| Место          | Страна           | Золото | Серебро | Бронза | Всего |
| -------------- | ---------------- | ------ | ------- | ------ | ----- |
| 1              | Япония           | 24     | 17      | 14     | 55    |
| 2              | Республика Корея | 8      | 13      | 16     | 37    |
| 3              | Казахстан        | 5      | 7       | 4      | 16    |
| 4              | Ливан            | 1      | 1       | 0      | 2     |
| 5              | Китай            | 0      | 0       | 2      | 2     |
| 6              | Иран             | 0      | 0       | 1      | 1     |
| 6              | КНДР             | 0      | 0       | 1      | 1     |
| Всего стран: 7 | Всего стран: 7   | 38     | 38      | 38     | 114   |